# Squad 22: ZOV
《Squad 22: ZOV》是2025年即时战术游戏，由SPN Studio开发，Zarobana Entertainment发行。

## 玩法
《Squad 22: ZOV》是即时战术游戏，以俄罗斯的视角展示俄乌战争。

## 开发
游戏在俄罗斯联邦武装力量的支持下开发。俄罗斯军人为游戏开发提供了指导。

## 反响
欧洲版新报、GameInformer等媒体将《Squad 22: ZOV》定性为俄罗斯的军事宣传。
游戏游戏在Steam商店乌克兰区被封禁。